# Хајдук чува домовину
Хајдук чува домовину је роман за децу савременог српског дечјег књижевника Градимира Стојковића објављена 2000. године у издању "Народне књиге" из Београда. Роман је од првог издања доживео још неколико издања.

## О писцу
Градимир Стојковић је рођен у банатском селу Мраморак, 3. марта 1947. године. Живео је у Вршцу и Панчеву, а данас живи и ствара у Београду. Студирао на Факултету политичких наука (журналистику) и Педагошко-техничком факултету. Градимир Стојковић је књижевник, био запослен у библиотеци „Лаза Костић” у Библиотеци града Београда. Добитник је многих значајних књижевних награда. Све књиге су доживеле више издања. Песме и приче су му преведене на енглески, француски, немачки, италијански, руски, словачки, бугарски, румунски, мадјарски, македонски и словеначки језик.

## О књизи
Књига Хајдук на Дунаву је шести део, и пета написана књига од девет о Глигорију Пецикози Хајдуку. Серијал је скуп прича о одрастању, уклапању и о недоумицама младих, који у себи носи универзалне поруке о пријатељству и заједништву.

## Радња
Роман Хајдук чува домовину има два тока радње: један је у садашњости и где је Хајдук наставник, а други је у прошлости где је приказан као војник. Глигорије Пецикоза Хајдук је наставник биологије у школи у којој је некада био ученик. Разредни је старешина 8/5. У школу долази нови директор коме су важнији лични интереси него интереси деце и запослених. Долази у сукоб са Хајдуком коме су битни интереси деце.
Приказане су Хајдукове авантуре у војци и у школи, посебно однос са Хималајом који му је пријатељ из детињства. Њих двојица су заједно били и у војсци и преживљавали војничке дане и обавезе помажући један другом. Сада је Хајдук Хималајином сину разредни старешина. Присећа се војске и свих осталих другова: Кина, Брке, Баба Јана, Боксера. Сећа се и Настасије, балерине, са којом је живео у Београду. Сећа се бабе која заузима посебно место у његовом животу. 

## Главни ликови
- Глигорије Хајдук
- Хималаја
- Настасија
- Брка
- Кин
- Баба Јан
- Боксер
- директор школе Душан Мунижаба
- Хајдукова баба

## Награде
| Година | Награда                         |
| ------ | ------------------------------- |
| 2000.  | Награда дечјег жирија „Доситеј” |